# محمد سمير ندا
محمد سمير ندا (مواليد عام 1978)، هو كاتب روائي مصري، حصل على الجائزة العالمية للرواية العربية البوكر عام 2025 عن روايته «صلاة القلق».

## حياته
من مواليد عام 1978 في مدينة بغداد، حيث عاش سنوات طفولته الأُولى، قبل أن تستقرّ عائلته في مصر بين عامَي 1984 و1990، ثمّ في طرابلس ليبيا حتى عام 1996. حاصل على بكالوريوس من كلّية التجارة. هو ابن الكاتب الراحل سمير ندا (1938 - 2013).

## من مؤلفاته
صدرت له ثلاث روايات هي:
- "مملكة مليكة" (2016).
- "بوح الجدران" عن "منشورات إيبيدي" (2021).
- "صلاة القلق" عن "دار ميسكلياني" (2024).[3]

## وصلات خارجية
- صفحة كتبه على موقع غودريدرز